# Aleandro Baldi (album)
Aleandro Baldi è il primo album del cantautore italiano omonimo, pubblicato dall'etichetta discografica CGD nel 1987.

## Descrizione
L'album è prodotto da Giancarlo Bigazzi e Raf. I brani sono composti dallo stesso interprete in collaborazione con altri autori, mentre gli arrangiamenti sono curati da Maurizio Fabrizio.
Dal disco vengono tratti i singoli La curva dei sorrisi/Perdo te, il cui brano principale si aggiudica la sezione "Giovani" a Un disco per l'estate, e Limiti/Una vita un esame.

## Tracce
Lato A
1. La curva dei sorrisi – 4:41
2. Monte Rosa – 4:33
3. La grande strada – 4:28
4. Alberi – 7:00

Durata totale: 20:42
Lato B
1. Limiti – 5:00
2. Perdo te – 4:23
3. Una vita un esame – 4:56
4. Sogni – 4:58

Durata totale: 19:17

## Formazione
- Aleandro Baldi - voce, chitarra
- Gigi Cappellotto - basso
- Raf Riefoli - basso
- Andy Surdi - batteria, percussioni
- Marco Canepa - tastiere
- Mario Manzani - chitarra
- Roberto Puleo - chitarra